# Roubaix Lille Métropole/Saison 2011
Dieser Artikel listet Erfolge und Mannschaft des Radsportteams Roubaix Lille Métropole in der Saison 2011 auf.

## Erfolge in des UCI Continental Circuits
In den Rennen des UCI Continental Circuits gelangen die nachstehenden Erfolge.
| Datum    | Rennen                   | Kat. | Fahrer        |
| -------- | ------------------------ | ---- | ------------- |
| 6. März  | Grand Prix de Lillers    | 1.2  | Denis Flahaut |
| 24. Juli | Grand Prix de Pérenchies | 1.2  | Anthony Colin |

## Erfolge beim Cyclocross
In den Rennen der Saison 2010/11 der Cyclocross Tour gelangen die nachstehenden Erfolge.
| Datum     | Rennen                           | Fahrer         |
| --------- | -------------------------------- | -------------- |
| 8. Januar | Französische Meisterschaft (U23) | Matthieu Boulo |

## Abgänge – Zugänge
| Zugänge          | Team 2010            | Abgänge             | Team 2011                     |
| ---------------- | -------------------- | ------------------- | ----------------------------- |
| Denis Flahaut    | ISD Continental Team | Cédric Pineau       | FDJ                           |
| Anthony Colin    | ESEG Douai           | Arnaud Molmy        | Big Mat-Auber 93              |
| Nicolas Bonnet   | Neoprofi             | Renaud Dion         | Bretagne-Schuller             |
| Loïc Desriac     | Neoprofi             | Clément Lhotellerie | La Royale Pedale Saint-Martin |
| Julien Guay      | Neoprofi             | Jocelyn Bar         | Unbekannt                     |
| Kévin Lalouette  | Neoprofi             | Mickaël Larpe       | Unbekannt                     |
| Florian Le Corre | Neoprofi             | Alexandre Lemair    | Unbekannt                     |

## Mannschaft
| Name             | Geburtstag        | Nationalität |              |
| ---------------- | ----------------- | ------------ | ------------ |
| Nicolas Bonnet   | 21. März 1988     | Frankreich   |              |
| Matthieu Boulo   | 11. Mai 1989      | Frankreich   |              |
| Anthony Colin    | 22. März 1985     | Frankreich   |              |
| Benoît Daeninck  | 27. Dezember 1981 | Frankreich   |              |
| Loïc Desriac     | 21. Juli 1989     | Frankreich   |              |
| Denis Flahaut    | 28. November 1978 | Frankreich   |              |
| Julien Guay      | 9. Oktober 1986   | Frankreich   |              |
| Morgan Kneisky   | 31. August 1987   | Frankreich   |              |
| Kévin Lalouette  | 18. Februar 1984  | Frankreich   |              |
| Florian Le Corre | 27. Mai 1985      | Frankreich   |              |
| Steven Tronet    | 14. Oktober 1986  | Frankreich   |              |
| Stagiaires       | Stagiaires        | Nationalität | Nationalität |
| Boris Zimine     | Boris Zimine      | Frankreich   |              |

## Platzierungen in UCI-Ranglisten
UCI Europe Tour 2011
|      | Fahrer          | Punkte |
| ---- | --------------- | ------ |
| 164. | Steven Tronet   | 93     |
| 188. | Denis Flahaut   | 83     |
| 352. | Anthony Colin   | 45     |
| 384. | Julien Guay     | 40     |
| 384. | Morgan Kneisky  | 40     |
| 469. | Kévin Lalouette | 32     |
| 616. | Benoît Daeninck | 20     |
| 878. | Loïc Desriac    | 8      |